# Władysław Tarada

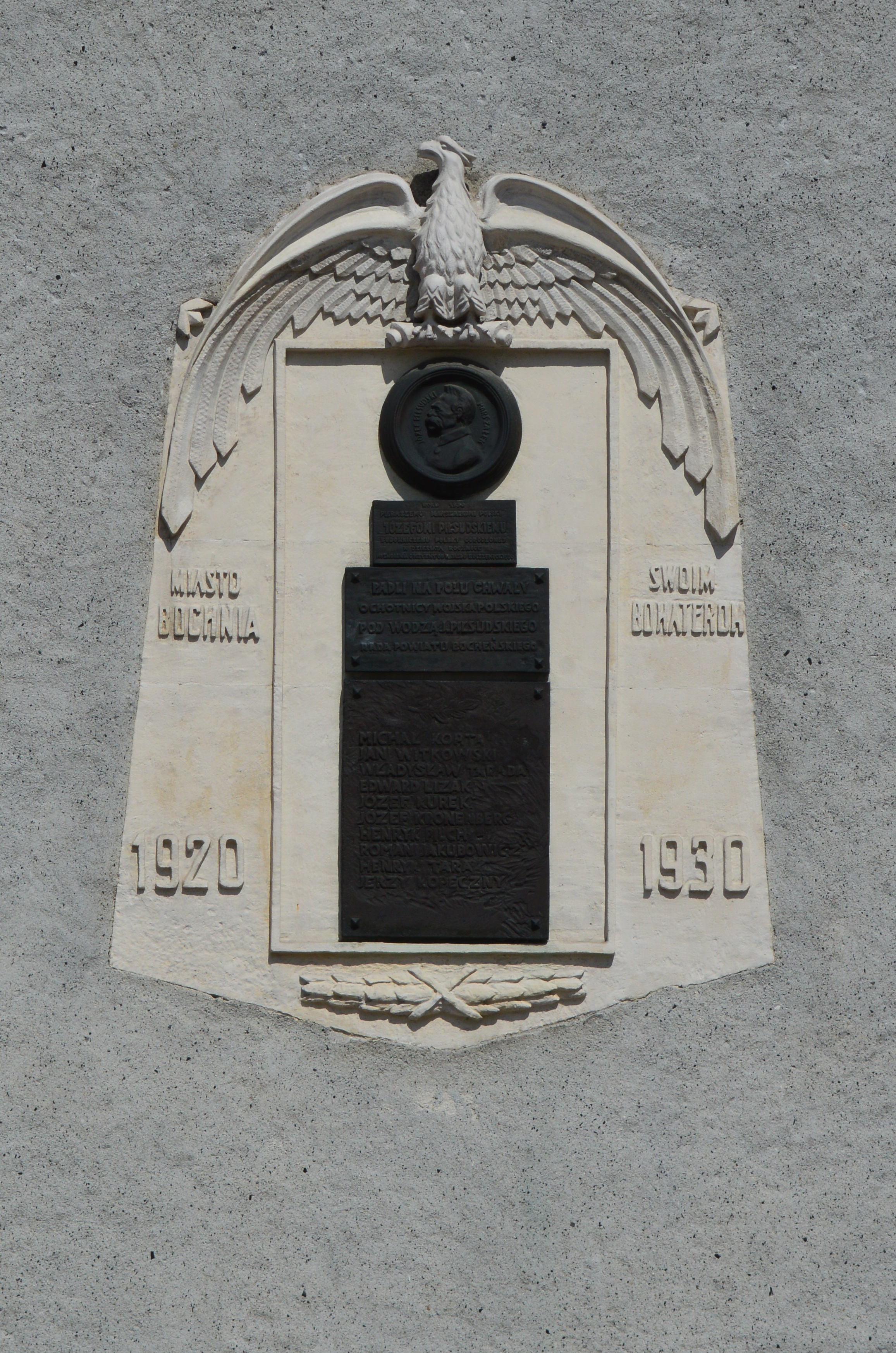
Tablica pamiątkowa na ścianie frontowej budynku starostwa w Bochni

Władysław Tarada (ur. 20 listopada 1893 w Słomce, zm. 8 stycznia 1919 pod Uhrynowem) – porucznik piechoty Wojska Polskiego, działacz niepodległościowy, kawaler Orderu Virtuti Militari.

## Życiorys
Urodził się wo listopada 1893 w rodzinie Grzegorza i Marii z domu Foryś. Był starszym bratem legionistów: Jana (ur. 1895), odznaczonego Krzyżem Niepodległości, i Zygmunta (1899–1965), odznaczonego Medalem Niepodległości oraz Aleksandra (1903–1940), starszego posterunkowego Policji Państwowej, zamordowanego w Bykowni. W 1913 razem z rodziną przeniósł się do Bochni, gdzie został członkiem Polskich Drużyn Strzeleckich. 28 czerwca 1914 zakończył naukę w klasie VIIIb c. k. II Gimnazjum z polskim językiem wykładowym w Stanisławowie.
16 sierpnia 1914 wstąpił w szeregi Legionów Polskich. Początkowo służył w 2, a następnie 3 pułku piechoty. Od 21 maja do 22 lipca 1915 był frekwentantem Szkoły Podchorążych Legionów Polskich. Po ukończeniu kursu został mianowany aspirantem oficerskim z oznakami sierżanta i poborami plutonowego oraz przydzielony do III Baonu Uzupełniającego. 28 lipca tego roku został przeniesiony do 9. kompanii III baonu 6 pułku piechoty. 15 grudnia 1915 otrzymał najwyższe uznanie Komendy Legionów Polskich „za pełną poświęcenia i gorliwości wielomiesięczną służbę i waleczność w obliczu nieprzyjaciela”. 1 kwietnia 1916 został mianowany chorążym piechoty. Wyróżnił się 3 sierpnia 1916 w bitwie pod Sitowiczami nad Stochodem. W 1922 major Tomasz Strózik były dowódca 9. kompanii 6 pp we wniosku na odznaczenie Orderem Virtuti Militari napisał: „podczas ognia huraganowego na pozycję trzeciego baonu dnia 3 VIII 1916 pod Sitowiczami z własnej inicjatywy przebiegał kilkakrotnie odcinek kompanii zachęcając żołnierzy do wytrwałości i podnosząc swym spokojem i zimną krwią ducha kompanii. Poza tym we wszystkich walkach odznaczył się niezwykłą ofiarnością i poświęceniem spełniając sumiennie najtrudniejsze misje”. Za ten czyn został pośmiertnie odznaczony Orderem Virtuti Militari V klasy. 3 listopada 1917 został wywieziony do Bustia-Haza i Visk i tam wcielony do armii austriackiej (grupa szkolenia polowego armii). Później walczył na froncie włoskim.
3 stycznia 1919 został przyjęty Wojska Polskiego z dniem 10 listopada 1918 i zatwierdzeniem stopnia podporucznika, nadanego przez generała majora Edwarda Śmigły-Rydza jako ministra wojny w Tymczasowym Rządzie Ludowym Republiki Polskiej. Otrzymał przydział do III baonu w 25 pułku piechoty. Walczył na wojnie z Ukraińcami. Poległ 8 stycznia 1919 pod Ukrynowem. 19 sierpnia 1920 został pośmiertnie zatwierdzony z dniem 1 kwietnia 1920 w stopniu kapitana, w piechocie, w grupie oficerów byłych Legionów Polskich. Był kawalerem, dzieci nie miał.
Nazwisko i imię Władysława Tarady zostało wyryte na kamiennej tablicy „Miasto Bochnia swoim Bohaterom 1920–1930”, umieszczonej na ścianie frontowej budynku starostwa w Bochni.

## Ordery i odznaczenia
- Krzyż Srebrny Orderu Virtuti Militari nr 6330 – pośmiertnie 17 maja 1922[32][33][24]
- Krzyż Niepodległości – pośmiertnie 6 czerwca 1931 „za pracę w dziele odzyskania niepodległości”[34][35][36][24]
- Krzyż Pamiątkowy 6 pułku piechoty Legionów Polskich[37]
- Srebrny Medal Waleczności I klasy[38]